# Solanderara
× Solanderara (abreviado Slr en el comercio) es un híbrido intergenérico entre los géneros de orquídeas Brassia × Cochlioda × Miltoniopsis × Odontoglossum.  Fue publicado en Sander's List Orchid Hybrids Addendum 2002-2004: lxii (2005).